# Kropotkin
Kropotkin (ru. Кропоткин) este un oraș din regiunea Krasnodar, Federația Rusă, cu o populație de 79.185 locuitori.